# Cupa României la rugby
Cupa României este o competiție de cupă de rugby pentru echipele României, care se desfășoară anual din 1914, cu excepția timpului de câțiva ani în care cupa nu a avut loc nici din cauza celui de-al Doilea Război Mondial, nici din cauza altor necunoscute. motive. Este principala competiție de cupă a țării, deși nu este deschisă tuturor cluburilor afiliate la Federația Română de Rugby (FRR) ca în edițiile anterioare și fiind deschisă doar echipelor care concurează în CEC Bank SuperLiga. La sfârșitul lunii martie, a fost anunțat că Tomitanii Constanța nu va participa la Cupa României pentru sezonul 2021 din motive financiare.

## Istorie
Cupa României, ca și SuperLiga, a fost înființată în 1914 ca principală competiție de cupă din România și a fost concurată doar de două echipe, care erau Tenis Club Român și Sporting Club, ambele din București. Această competiție pe două echipe a continuat până în anii 1920 și 1930 când numărul cluburilor din capitală a crescut datorită popularității turneului în special din capitală. Dar Cupa României a fost anulată din nou (după prima dată în 1917 și 1918, din cauza Primului Război Mondial), în 1940 și 1942 din cauza celui de-al doilea război mondial provocat de Germania nazistă la acea vreme. 
După încheierea războiului, sosise nașterea eternilor rivali CSA Steaua București și CS Dinamo București, ceea ce înseamnă că Cupa României era în curs de desfășurare, dominată de militari (armata) și, respectiv, polițiști (poliția) în perioada anilor 1950, cu o singură echipă care le-a făcut față în aceasta perioadă, și anume Energia ISP București.
Cu toate acestea, în ciuda creșterii interesului fanilor români pentru Cupa României, ea nu a avut loc între 1960 și 1972 din motive necunoscute, dar în această perioadă, Stadiul Român împreună cu încă șaptesprezece echipe au fost înființate la București - doar în afara capitalei, echipe au fost înființate în sfârșit, după ani în care rugby-ul a dominat la București. În anii 1980 și 1990, Cupa României a început să devină mai națională prin faptul că echipe precum Știința Petroșani, Rulmentul Bârlad, Farul Constanța și Sibiu câștigau cupa și învingeau majoritatea echipelor care erau din București, cu stil și grație.
Cu toate acestea, în ultimii ani, Cupa României a fost restrânsă la echipele din SuperLiga doar în loc să fie deschisă tuturor echipelor din România, eventual într-o încercare de a îmbunătăți standardul jocului în toată țara, care după prăbușirea comunismului în România, în 1989, numărul de cluburi și jucători a scăzut semnificativ. 
Actualii campioni ai Cupei României sunt CSA Steaua Bucuresti care a învins SCM Timișoara într-un meci strâns 25–23 în decembrie 2022.

## Câștigători
| Sez.      | Câștigători                   | Scor                         | Finaliști                         |
| --------- | ----------------------------- | ---------------------------- | --------------------------------- |
| 1914      | Sporting Club București       | Round-robin                  | Tenis Club Român București        |
| 1915      | Tenis Club Român București    | Round-robin                  | -                                 |
| 1916      | Tenis Club Român București    | Round-robin                  | -                                 |
| 1917,1918 | Nu s-a disputat               | Nu s-a disputat              | Nu s-a disputat                   |
| 1919      | Stadiul Român                 | Round-robin                  | -                                 |
| 1920      | Școal de Educație Fizică      | Round-robin                  | -                                 |
| 1921      | Stadiul Român                 | -                            | -                                 |
| 1922      |                               | Non disputé                  |                                   |
| 1923      | Stadiul Român                 | -                            | -                                 |
| 1924-1933 | Nu s-a disputat               | Nu s-a disputat              | Nu s-a disputat                   |
| 1934      | Viforul Dacia                 | -                            | -                                 |
| 1935      | Poșta Telegraf Telefon        | -                            | -                                 |
| 1936      | Poșta Telegraf Telefon        | -                            | -                                 |
| 1937      | Sportul Studențesc            | -                            | -                                 |
| 1938      | Nu s-a disputat               | Nu s-a disputat              | Nu s-a disputat                   |
| 1939      | Viforul Dacia                 | -                            | -                                 |
| 1940      | Nu s-a disputat               | Nu s-a disputat              | Nu s-a disputat                   |
| 1941      | Stadiul Român                 | Round-robin                  | -                                 |
| 1942      | Viforul Dacia                 | Round-robin                  | -                                 |
| 1943      | Nu s-a disputat               | Nu s-a disputat              | Nu s-a disputat                   |
| 1944      | Poșta Telegraf Telefon        | Round-robin                  | -                                 |
| 1945      | Viforul Dacia                 | -                            | -                                 |
| 1946      | Viforul Dacia                 | -                            | -                                 |
| 1947      | CFR București                 | -                            | -                                 |
| 1948      | CFR București                 | –                            | -                                 |
| 1949      | Electrica                     | 14 - 9                       | Locomotiva CFR București          |
| 1950      | C.C.A. București              | –                            | -                                 |
| 1951      | Nu s-a disputat               | Nu s-a disputat              | Nu s-a disputat                   |
| 1952      | C.C.A. București              | –                            | -                                 |
| 1953      | C.C.A. București              | –                            | -                                 |
| 1954      | Dinamo București              | 3 – 0                        | C.C.A. București                  |
| 1955      | C.C.A. București              | –                            | -                                 |
| 1956      | C.C.A. București              | 6 – 3                        | -                                 |
| 1957      | Energia ISP                   | -                            | -                                 |
| 1958      | C.C.A. București              | 3 – 0                        | -                                 |
| 1959      | Dinamo București              | 3 – 0                        | CFR Grivița Roșie București       |
| 1960-1972 | Nu s-a disputat               | Nu s-a disputat              | Nu s-a disputat                   |
| 1973      |                               | Round-robin (finale en 1974) |                                   |
| 1974      | Steaua București              | -                            | -                                 |
| 1975      | Sportul Studențesc            | –                            | -                                 |
| 1976      | Sportul Studențesc            | -                            | -                                 |
| 1977      | Steaua București              | -                            | -                                 |
| 1978      | Steaua București              | -                            | -                                 |
| 1979      | Politehnica Iași              | -                            | -                                 |
| 1980      | Dinamo București              | –                            | -                                 |
| 1981      | Știința Cemin Baia Mare       | -                            | 32-10 cu Farul si 13-12 cu Dinamo |
| 1982      | RC Grivița Roșie              | Round-robin                  | 13 - 6 cu Știința Cemin Baia Mare |
| 1983      | Știința Petroșani             | -                            | -                                 |
| 1984      | Grivița Roșie București       | -                            | -                                 |
| 1985      | Grivița Roșie București       | -                            | -                                 |
| 1986      | Rulmentul Bârlad              | -                            | -                                 |
| 1987      | Rulmentul Bârlad              | -                            | -                                 |
| 1988      | Contactoare Buzău             | 14 - 6                       | Știința Cemin Baia Mare           |
| 1989      | CS Dinamo București           | 33 - 9                       | Știința Cemin Baia Mare           |
| 1990      | Știința Cemin Baia Mare       | -                            | -                                 |
| 1991      | Știința Petroșani             | 10 - 9                       | Contactoare Buzau                 |
| 1992      | Farul Constanța               | -                            | -                                 |
| 1993      | Știința Petroșani             | -                            | -                                 |
| 1994      | CSM Foresta Sibiu             | -                            | -                                 |
| 1995      | CSM Foresta Sibiu             | -                            | -                                 |
| 1996      | CS Dinamo București           | -                            | -                                 |
| 1997      | CS Dinamo București           | -                            | -                                 |
| 1998      | CS Dinamo București           | -                            | -                                 |
| 1999      | Universitatea REMIN Baia Mare | 14 - 10                      | Universitatea Cluj                |
| 2000      | CS Dinamo București           | 54 – 7                       | Universitatea REMIN Baia Mare     |
| 2001      | CS Dinamo București           | –                            | -                                 |
| 2002      | CS Dinamo București           | –                            | -                                 |
| 2003      | Poli Nena Iași                | –                            | -                                 |
| 2004      | CS Dinamo București           | –                            | -                                 |
| 2005      | Steaua București              | –                            | -                                 |
| 2006      | Steaua București              | 41 – 12                      | Știința Baia Mare                 |
| 2007      | Steaua București              | 14 – 13                      | Știința Baia Mare                 |
| 2008      | C.S. Gaz Sud Dinamo București | 30 – 18                      | Steaua București                  |
| 2009      | Steaua București              | 27 – 15                      | RCJ Farul Constanța               |
| 2010      | Știința Baia Mare             | 13 – 6                       | Steaua București                  |
| 2011      | RCM Timișoara                 | 32 - 10                      | Știința Baia Mare                 |
| 2012      | Știința Baia Mare             | 9 – 3                        | Steaua București                  |
| 2013      | Steaua București              | 17 – 10                      | Știința Baia Mare                 |
| 2014      | RCM Timișoara                 | 19 – 14                      | Știința Baia Mare                 |
| 2015      | Timișoara Saracens            | 17 – 14                      | Steaua București                  |
| 2016      | Timișoara Saracens            | 37 – 12                      | Știința Baia Mare                 |
| 2017      | CSM București                 | 48 – 5                       | Dinamo București                  |
| 2018      | CSM București                 | 24 – 14                      | Știința Baia Mare                 |
| 2019      | Steaua București              | 22 – 19                      | Timișoara Saracens RC             |
| 2020      | Știința Baia Mare             | 35 – 19                      | Steaua București                  |
| 2021      | SCM Timișoara                 | 22 – 15                      | Știința Baia Mare                 |
| 2022      | Steaua București              | 25 – 23                      | SCM USV Timișoara                 |
| 2023      | Dinamo București              | 18 – 11                      | SCM USV Timișoara                 |
| 2024      | Dinamo București              | 29 – 24                      | Știința Baia Mare                 |

## Clasamentul câștigătorilor
| Poz. | Cluburi                          | Cupe | Finaliști | Sezoanele câștigătoare                                                                         |
| ---- | -------------------------------- | ---- | --------- | ---------------------------------------------------------------------------------------------- |
| 1    | Steaua București                 | 16   | 11        | 1950, 1952, 1953, 1955, 1956, 1958, 1974, 1977, 1978, 2005, 2006, 2007, 2009, 2013, 2019, 2022 |
| 2    | Dinamo București                 | 14   | 4         | 1954, 1959, 1980, 1989, 1996, 1997, 1998, 2000, 2001, 2002, 2004, 2008, 2023, 2024             |
| 3    | Știința Baia Mare                | 6    | 14        | 1981, 1990, 1999, 2010, 2012, 2020                                                             |
| 4    | SCM Rugby Timișoara              | 5    | 6         | 2011, 2014, 2015, 2016, 2021                                                                   |
| 4    | RC Grivița București             | 5    | 5         | 1947, 1948, 1982, 1984, 1985                                                                   |
| 4    | Stadiul Român București          | 5    | 3         | 1919, 1921, 1923, 1936, 1941                                                                   |
| 4    | Viforul Dacia București          | 5    | 1         | 1934, 1939, 1942, 1945, 1946                                                                   |
| 8    | Sportul Studențesc București     | 4    | 7         | 1937, 1949, 1975, 1976                                                                         |
| 9    | Știința Petroșani                | 3    | 2         | 1983, 1991, 1993                                                                               |
| 10   | Tenis Club Român București       | 2    | 4         | 1915, 1916                                                                                     |
| 10   | Politehnica Iași                 | 2    | 2         | 1979, 2003                                                                                     |
| 10   | Sibiu                            | 2    | 2         | 1994, 1995                                                                                     |
| 10   | Poșta Telegraf Telefon București | 2    | 0         | 1935, 1944                                                                                     |
| 10   | Rulmentul Bârlad                 | 2    | 0         | 1986, 1987                                                                                     |
| 10   | CSM București                    | 2    | 0         | 2017, 2018                                                                                     |
| 16   | Farul Constanța                  | 1    | 3         | 1992                                                                                           |
| 16   | Gloria Buzău                     | 1    | 2         | 1988                                                                                           |
| 16   | Energia ISP București            | 1    | 2         | 1957                                                                                           |
| 16   | ȘEFS București                   | 1    | 1         | 1920                                                                                           |
| 16   | Sporting Club București          | 1    | 0         | 1914                                                                                           |
| 17   | Universitatea Cluj               | 0    | 1         |                                                                                                |
| 17   | Energia MTD Bucuresti            | 0    | 1         |                                                                                                |
| 17   | Petrol Bucuresti                 | 0    | 1         |                                                                                                |

### Clasamentul pe orașe
| Orașe     | Trofee | Cluburi câștigătoare |
| --------- | ------ | --- |
| București | 57     | Steaua (16), Dinamo (13), RC Grivița (5), Stadiul Român (5), Viforul Dacia (5), Sportul Studențesc (4), Tennis Club Român (2), PTT (2), CSM (2), Energia ISP (1), ȘEFS (1), Sporting Club Român (1) |
| Baia Mare | 6      | Știința (6) |
| Timișoara | 5      | SCM Rugby (5) |
| Petroșani | 3      | Știința(3) |
| Iași      | 2      | Poli-1945(6), Poli-2010(2), |
| Sibiu     | 2      | CSM (2), |
| Bârlad    | 2      | Rulmentul (2), |
| Buzău     | 2      | Gloria(2), |
| Constanța | 1      | Farul (1) |